# أوليفر باربوسا
أوليفر باربوسا Oliver Barbosa (ولد في 29 سبتمبر 1986) لاعب شطرنج فلبيني يحمل لقب أستاذ كبير.
- حصل على لقب أستاذ دولي عام 2008.
- حصل على لقب أستاذ كبير عام 2011.
- فاز بدورة بارسفنات الدولية للأساتذة الكبار في نيودلهي بنتيجة 9.5 من 11، وبلغ تصنيف إيلو 2710.
- تدرب مع ويسلي سو وجون بول غوميز.
- بلغ 2545 نقطة في تصنيف إيلو في يناير 2018.

## وصلات خارجية
- أوليفر باربوسا على موقع الاتحاد الدولي للشطرنج (الإنجليزية)
- أوليفر باربوسا على موقع مباريات الشطرنج (الإنجليزية)
- أوليفر باربوسا على موقع 365Chess.com (الإنجليزية)
- أوليفر باربوسا على موقع Chesstempo.com (الإنجليزية)
- أوليفر باربوسا على موقع الاتحاد الأمريكي للشطرنج (الإنجليزية)
- أوليفر باربوسا سجل أولمبياد الشطرنج على موقع OlimpBase.org (الإنجليزية)